# 돌의 초상 (영화)
"돌의 초상"은 1979년에 개봉한 대한민국의 영화이다. 최인호가 지은 동명의 중편 소설을 원작으로 하여 제작되었다.

## 캐스팅
- 이낙훈
- 한진희
- 김영애
- 이인옥
- 최병철
- 사미자
- 안병경
- 김남일
- 신동욱
- 황건
- 김민규
- 이승일
- 오희찬
- 이지산
- 이예성
- 서준영
- 임성포
- 장충언
- 김지영
- 조학자
- 양춘
- 박예숙

## 같이 보기
- 돌의 초상 (드라마)